# Czewoja II
Czewoja II odmiana herbu szlacheckiego Czewoja.

Czewoja II

## Opis herbu
W polu czerwonym krzyż kawalerski ćwiekowy, srebrny, między dwiema takimiż podkowami w pas barkami ku sobie. Klejnot: trzy pióra strusie.

## Najwcześniejsze wzmianki
Herb polski. Najstarsze wzmianki z 1409 r.

## Herbowni
Herb używany głównie w ziemi krakowskiej i sandomierskiej. Posługiwało się nim około 10 rodzin.